# 1953 w Wojsku Polskim
Kalendarium Wojska Polskiego 1953 – wydarzenia w Wojsku Polskim w 1953 roku
Stan liczebny Wojska Polskiego wynosił 360.000 żołnierzy

## Styczeń
2 stycznia
- minister obrony narodowej wydał zarządzenie dotyczące amnestii dla pracowników cywilnych administracji wojskowej winnych naruszenia „socjalistycznej dyscypliny pracy”[2]

3 stycznia
- zniesiono reglamentację żywności i podniesiono ceny posiłków w kasynach wojskowych o ok. 100%[1]

## Luty
25 lutego
- Minister Obrony Narodowej wydał rozkaz Nr 12 w sprawie wprowadzenia odznaki absolwenta akademii wojskowej[2].

27 lutego
- weszło w życie rozporządzenie Prezesa Rady Ministrów i Ministra Obrony Narodowej z dnia 10 lutego 1953 w sprawie przesyłania zawiadomień o orzeczeniach w sprawach karnych i karno-administracyjnych dotyczących osób podlegających obowiązkowi wojskowemu[3]

## Marzec
14 marca
- weszła w życie uchwała nr 152 Prezydium Rządu z dnia 25 lutego 1953 w sprawie warunków i trybu nadawania przez akademie wojskowe dyplomów i tytułów, na podstawie której Wojskowa Akademia Techniczna im. Jarosława Dąbrowskiego została uprawniona do nadawania słuchaczom tytułu „wojskowego inżyniera magistra”, a w okresie przejściowym słuchaczom, którzy ukończyli studia pierwszego stopnia, tytułu „wojskowego inżyniera”[4]

25 marca
- Minister Obrony Narodowej wydał zarządzenie Nr 37/MON w sprawie powołania wojskowych komend wojewódzkich i zasięgu ich działania; zarządzenie dostosowywało liczbę wojskowych komend wojewódzkich do ówczesnego podziału administracyjnego Polski[5] → Okręg wojskowy

## Kwiecień
1 kwietnia
- na stanowisko dowódcy Marynarki Wojennej powołano kontradmirała Aleksandra Winogradowa[2]

24 kwietnia
- wszedł w życie dekret Rady Państwa z dnia 23 kwietnia 1953 o banderze jednostek pływających Wojsk Ochrony Pogranicza[6] → Bandera

29 kwietnia
- weszła w życie uchwała nr 266 Rady Ministrów z dnia 11 kwietnia 1953 w sprawie warunków i trybu nadawania stopnia naukowego kandydata nauk w akademiach wojskowych, na podstawie której Rady Naukowe Akademii Sztabu Generalnego i Akademii Wojskowo-Politycznej zostały uprawnione do nadawania stopnia naukowego kandydata nauk wojskowych, natomiast Rada Naukowa Wojskowej Akademii Technicznej - kandydata nauk technicznych i nauk wojskowych[7] → Kandydat nauk

30 kwietnia
- Rozkazem Nr 34 Ministra Obrony Narodowej zmieniono format odznak „Wzorowy Żołnierz” i żołnierzy specjalistów (41x28 mm w miejsce dotychczasowych odznak o wymiarach 55x38 mm)[8]

## Maj
10 maja
- odbyła się Krajowa Konferencja Zarządów Głównych Ligi Przyjaciół Żołnierza, Ligi Lotniczej i Ligi Morskiej, na której powzięto uchwałę o zjednoczeniu tych trzech organizacji w jedną o nazwie Liga Przyjaciół Żołnierza[2]
- generał brygady Józef Turski został wybrany prezesem Ligi Przyjaciół Żołnierza, a pułkownik pilot Michał Jakubik sekretarzem Zarządu Głównego[9]

14 maja
- w ramach obchodów 10 rocznicy powstania dywizji, oficerowie 1 Warszawskiej Dywizji Piechoty im. Tadeusza Kościuszki złożyli list na ręce Bolesława Bieruta[2]

23 maja
- wszedł w życie dekret z dnia 13 maja 1953 o zmianie niektórych przepisów Kodeksu Karnego Wojska Polskiego[10]
- wszedł w życie dekret z dnia 13 maja 1953 o zmianie niektórych przepisów kodeksu wojskowego postępowania karnego[11]

30 maja
- pełnienie obowiązków dowódcy Pomorskiego Okręgu Wojskowego powierzone zostało generałowi brygady Antoniemu Władyczańskiemu

## Czerwiec
3 czerwca
- opracowano plan rozwoju Marynarki Wojennej na lata 1954/1955[1]
- powołano dowództwo Korpusu Przeciwdesantowego[1]

17 czerwca
- rozkazem nr 018/org. ministra obrony narodowej powołany został do życia Instytut Naukowo–Badawczy Wojsk Lotniczych, a pierwszym komendantem mianowano mjr mgr inż. Borysa Małczaniuka[12]

28 czerwca
- otwarto Muzeum Marynarki Wojennej w Gdyni

## Lipiec
- do Korei przybyła grupa rozpoznawcza Polskiej Misji Wojskowej[13]

7 lipca
- z Torzymia do Gubina przeniesiono sztab 19 Dywizji Zmechanizowanej, kompanię dowodzenia, 59 Batalion Łączności, pluton samochodowy[14]

10 lipca
- weszło w życie zarządzenie Ministra Obrony Narodowej z dnia 30 czerwca 1953 w sprawie utworzenia przy akademiach wojskowych komisji kwalifikacyjnych dla pomocniczych pracowników nauki[15]

21 lipca
- Minister Obrony Narodowej wydał rozkaz Nr 049/Org. w sprawie przemianowania kwatermistrzostwa na „tyły”; zmiany wprowadzono na wszystkich szczeblach organizacyjnych, począwszy od Głównego Kwatermistrzostwa WP, które przemianowano na Główny Zarząd Tyłów WP[16]

23 lipca
- minister obrony narodowej wydał zarządzenie nr 74 w sprawie organizacji aspirantury naukowej w akademiach wojskowych[2]

27 lipca
- w Panmundżom został podpisany rozejm kończący wojnę w Korei; przestrzeganie rozejmu zostało powierzone Komisji Nadzorczej Państw Neutralnych w skład, której weszła także Polska Misja Wojskowa[2] → początek udziału Wojska Polskiego w operacjach pokojowych

31 lipca
- weszło w życie zarządzenie Ministra Obrony Narodowej z dnia 23 lipca 1953 o przeprowadzeniu poboru w 1953 roku[17]

## Sierpień
2 sierpnia
- pełniący obowiązki szefa Sztabu Generalnego WP generał dywizji Borys Pigarewicz powiadomił dowódcę Marynarki Wojennej kontradmirała Aleksandra Winogradowa, że Minister Obrony Narodowej nie wyraził zgody na realizację przedstawionego 2 lutego 1953 planu rozwoju Marynarki Wojennej[18]

20 sierpnia
- weszło w życie zarządzenie Ministra Bezpieczeństwa Publicznego z dnia 31 lipca 1953 w sprawie sposobu używania bandery oraz znaków rozpoznawczych przez jednostki pływające Wojsk Ochrony Pogranicza[19]

25 sierpnia
- weszło w życie Rozporządzenie Prezesa Rady Ministrów i Ministra Obrony Narodowej z dnia 12 sierpnia 1953 w sprawie odbywania zebrań kontrolnych przez oficerów rezerwy; celem zebrań kontrolnych było sprawdzenie ewidencji oraz poziomu wyszkolenia wojskowego oficerów rezerwy; liczba zebrań w ciągu roku nie mogła przekraczać 6, a czas trwania jednego zebrania kontrolnego - 12 godzin[20]

## Wrzesień
16 września
- Minister Obrony Narodowej wydał rozkaz Nr 58 w sprawie wprowadzenia ubioru galowego podoficerów nadterminowych i oficerów zawodowych wojsk lądowych, wojsk lotniczych, wojsk obrony przeciwlotniczej i piechoty morskiej[2]

28 września
- Minister Obrony Narodowej wydał rozkaz Nr 061/Org., w którym nakazał dowódcy Wojsk Lotniczych rozformować, w terminie do 1 grudnia 1953, Dowództwo 4 Korpusu Lotnictwa Szturmowego

## Październik
- po raz pierwszy w historii Wojska Polskiego oficerowie wojsk lotniczych–słuchacze pierwszego roku stacjonarnego rozpoczęli naukę na nowo utworzonym Fakultecie Lotniczym Akademii Sztabu Generalnego WP[21]

12 października
- nadano Oficerskiej Szkole Piechoty nr 1 imię Tadeusza Kościuszki[1]
- wprowadzono ubiór galowy dla podoficerów nadterminowych i oficerów zawodowych[22]
- w Centralnym Biurze Wystaw Artystycznych w Warszawie otwarto wystawę pn. „10 lat Wojska Polskiego w plastyce”[2]
- 1 pułk lotnictwa myśliwskiego otrzymał z rąk dowódcy Wojsk Lotniczych generała broni Iwana Turkiela sztandar przechodni Zarządu Głównego Związku Młodzieży Polskiej dla przodującego oddziału lotniczego[12]

15 października
- do Gdyni przybył zespół okrętów Marynarki Wojennej ZSRR pod dowództwem kontradmirała Gieorgija Siemionowicza Abaszwilego w skład, którego wchodził krążownik „Czkałow” i cztery niszczyciele; wieczorem radzieccy marynarze spotkali się z mieszkańcami trójmiasta w Miejskim Teatrze Wybrzeże w Gdańsku, gdzie obejrzeli „Halkę” w wykonaniu zespołu Państwowej Opery i Filharmonii Bałtyckiej[23]

16 października
- na Dworcu Głównym w Warszawie dowódca Warszawskiego Okręgu Wojskowego, generał dywizji Jan Rotkiewicz powitał delegację oficerów radzieckiej Marynarki Wojennej na czele z kapitanem I rangi Dymitrem K. Jaroszewiczem[24]; Przewodniczący Rady Państwa Aleksander Zawadzki wydał przyjęcie na cześć radzieckiej delegacji

17 października
- na stadionie „Budowlanych” we Wrzeszczu został rozegrany mecz piłki nożnej pomiędzy drużyną Wojskowego Klubu Sportowego „Flota”, a reprezentacją radzieckich marynarzy; mecz zakończył się wynikiem remisowym 1:1[25]

## Listopad
1 listopada
- Korpus Przeciwdesantowy osiągnął gotowość do działań

3 listopada
- Minister Obrony Narodowej wydał rozkaz Nr 00066/Org. w sprawie reorganizacji okręgów wojskowych, na podstawie którego:

rozformowano Dowództwo Okręgu Wojskowego Nr V w Krakowie
wprowadzono nowy podział terytorialny pozostałych trzech okręgów wojskowych
do dnia 1 grudnia 1953 przekazano jednostki OW-V do OW-I i OW-IV oraz z OW-I do OW-II
z dniem 1 stycznia 1954 przemianowano Dowództwa Okręgów Wojskowych Nr I, II i IV

## Grudzień
24 grudnia
- zarządzenie nr 101 ministra obrony narodowej wprowadził w podległych sobie instytucjach zasady nadawania odznak: „Przodownik Pracy”, „Zasłużony Przodownik Pracy” i „Racjonalizator Produkcji” oraz dyplomu „Zasłużony Przodownik Pracy”[2]
- w Monitorze Polskim opublikowana została lista osób wyróżnionych w 1953 przez Ministerstwo Obrony Narodowej odznaką „Przodownik Pracy”[27]
- Minister Obrony Narodowej wydał zarządzenie Nr 105/MON w sprawie zasięgu terytorialnego wojskowych komend rejonowych; zarządzenie dostosowywało zasięg terytorialny wojskowych komend rejonowych do nowego podziału terytorialnego okręgów wojskowych; zmiany obowiązywały od dnia 1 stycznia 1954[28]

28 grudnia
- Minister Obrony Narodowej wydał rozkaz Nr 70/MON w sprawie przywrócenia 1 pułkowi lotnictwa myśliwskiego miana „Warszawa”, a 4 pułkowi lotnictwa szturmowego miana „Kraków”[9]